# Alice Schwarzer
Alice Schwarzer (Wuppertal, 3 dicembre 1942) è una scrittrice, giornalista e femminista tedesca.

## Biografia
Figlia di una donna single, Alice Schwarzer ha trascorso la sua infanzia con i nonni. Ha studiato psicologia e sociologia a Parigi. Dal 1969 al 1974 ha lavorato come freelance nella capitale francese.
Alice Schwarzer è stata uno dei fondatori del movimento femminista a Parigi (MLF, acrostico di Mouvement de Liberation des Femmes) che ha successivamente diffuso le proprie idee nell'area germanica. Uno dei suoi obiettivi è sempre stato quello di aiutare le donne a trovare l'autosufficienza economica. Nel 1971 ha attirato per la prima volta l'attenzione del pubblico con il progetto "Frauen gegen den § 218" - una contestazione della legge tedesca che aveva reso illegale l'aborto - titolo anche del suo primo libro, dato alle stampe l'anno stesso. Ha così contribuito a riaprire il dibattito sull'aborto in Germania Ovest, legalizzato poi nel 1974.
Uno dei suoi libri più conosciuti è Der kleine Unterschied und seine Grossen Folgen ( "La piccola differenza e le sue conseguenze enormi"), che è uscito nel 1975 ed è stato tradotto in undici lingue, rendendola famosa in tutto il mondo.
Sempre nel 1975 è stata protagonista di un acceso dibattito televisivo con la scrittrice anti-femminista Esther Vilar, autrice del libro Der Dressierte Mann, da lei accusata di sessismo e fascismo.
Nel gennaio del 1977, rientrata definitivamente nel suo Paese di origine, ha fondato il magazine femminista EMMA, assumendone la direzione. Negli anni successivi si è concentrata sulla sua creatura editoriale, che segue tuttora. Sin dal suo primo numero, EMMA è composto da una redazione interamente femminile.
Nel 1987 ha promosso una campagna mediatica contro la pornografia, che a suo dire toglierebbe dignità nelle donne. Nel 2002 ha diretto una nuova protesta, questa volta contro la prostituzione, da lei ritenuta forma di violenza contro il sesso femminile. In seguito ha criticato più volte i musulmani, in particolare per la questione del velo imposto alle donne.
Dal 1992 è spesso ospite nei principali talk-show tedeschi. Ha pubblicato in tutto 16 libri, comprese una biografia su Romy Schneider e una su Hildegard Knef.
Nel febbraio 2014 è stata riconosciuta colpevole del reato di evasione fiscale tramite l'utilizzo di un conto corrente svizzero segreto, aperto negli anni ottanta, e per questo ha dovuto pagare allo stato tedesco 200.000 Euro in tasse arretrate, più interessi.

## Vita privata
Nel 2018 si è sposata con una donna di vent'anni più giovane, Bettina, sua compagna già da qualche tempo.